# 계통적 관계
역사언어학에서 계통적 관계란, 동일조어에서 갈라져 파생된 제언어의 관계를 말한다.
두 언어는 유전적 관계를 가지며, 둘 다 공통 조상의 후손이거나 하나가 다른 하나의 후손인 경우 동일한 어족에 속한다. 언어 진화의 용어와 과정은 생물학적 의미에서 유전학과 관련된 용어, 이해 및 이론에 의존하지 않고 독립적이므로 혼동을 피하기 위해 일부 언어학자는 계보 관계라는 용어를 선호한다.
언어 계통적 관계의 예는 스페인어, 프랑스어, 루마니아어와 같이 모두 고대 로마의 구어체 라틴어에서 유래한 로망스어 사이이다.
언어 관계는 생물학적 의미에서 가능한 유전적 관계에 대해 어느 정도 알려줄 수 있다. 예를 들어, 모든 언어가 하나의 기원에서 유래했다면, 이는 모든 인류가 역사상 어느 시점에 함께 모였을 수 있음을 강하게 암시한다. 그러나 특정 언어를 채택하고 혼합하는 경우와 같은 반례가 존재한다.